# Vägtunnlar i Stockholms län

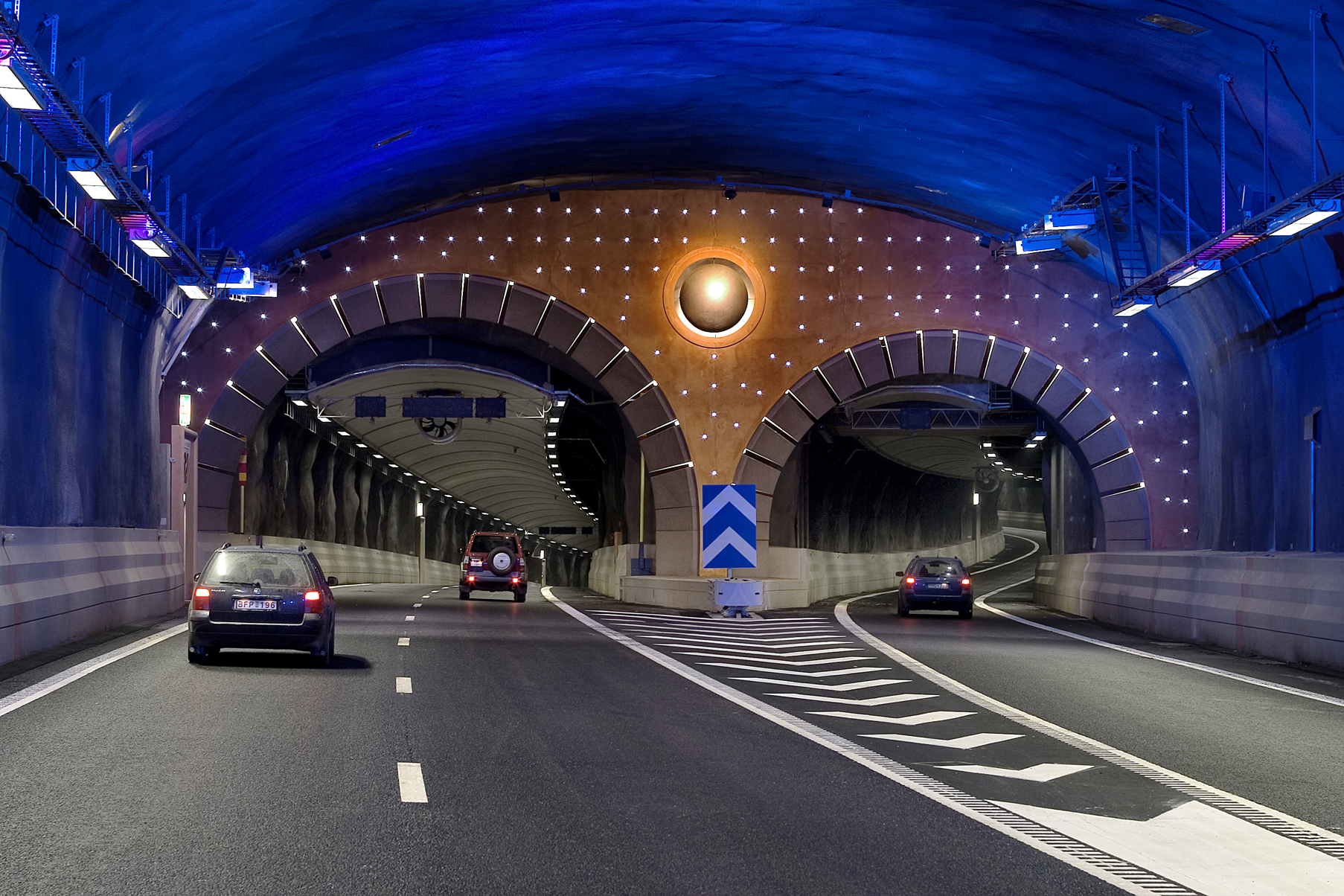
Södra länken, avfart till Nynäsvägen västerut, 2004.

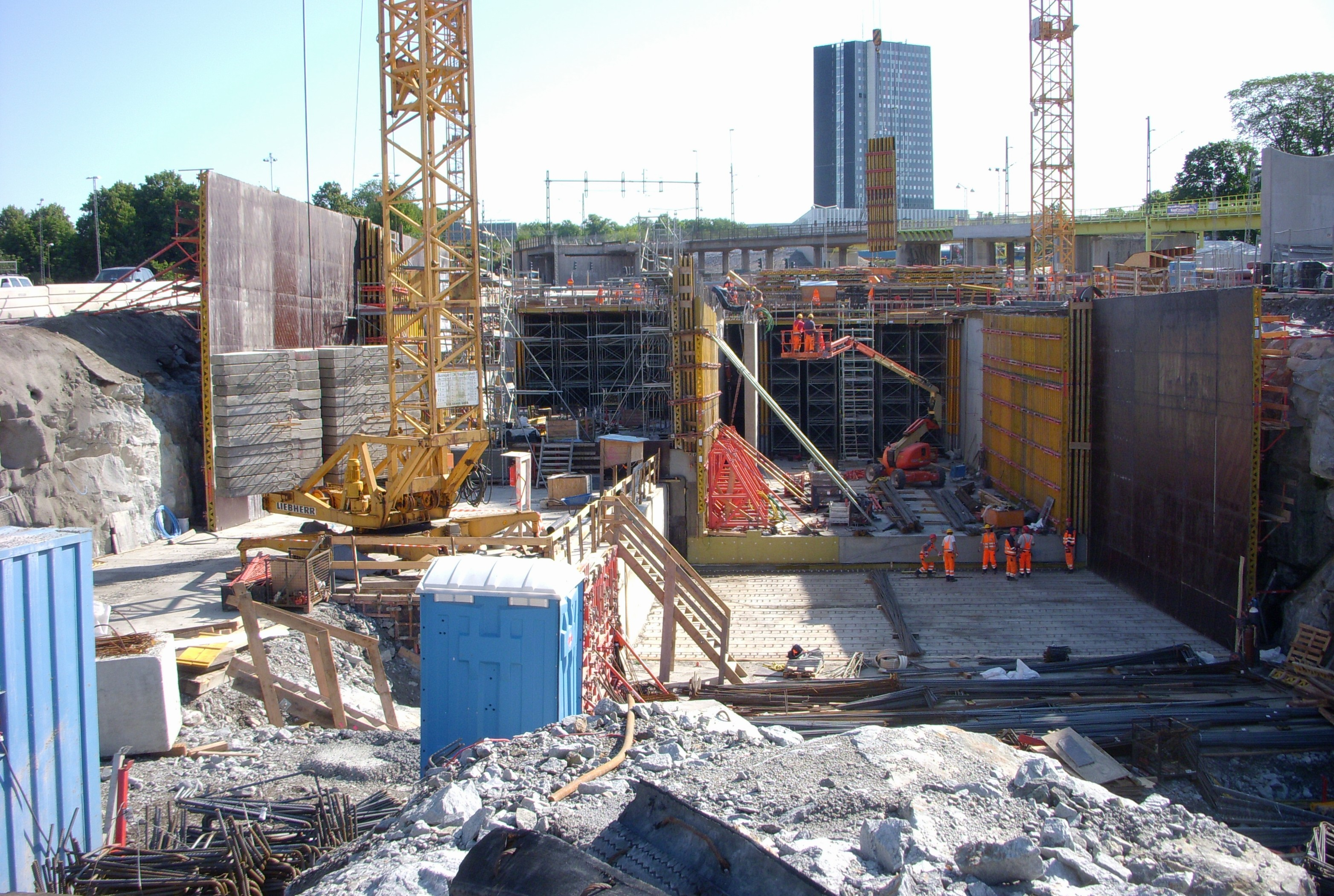
Norra länken, arbeten vid Norrtull, augusti 2009.

Stockholms läge mellan Mälaren och Östersjön gjorde det i alla tider nödvändigt att uppföra broar, däremot dröjde det länge tills tunnlar för fordonstrafik anlades. Stockholm har idag ett tiotal större vägtunnlar. Tunnlar för tåg- och vägtrafik började byggas under 1800-talets industriella revolution. 
Med järnvägens intåg till Stockholm i slutet på 1800-talet och 1900-talets ökning av bilismen blev det nödvändig att välja "genvägen" genom underjorden. Sammanbindningsbanans tunnel mellan Södra station och Slussenområdet var Stockholms första längre tunnelbygge som stod färdig 1870 och blev cirka 600 meter lång. Brunkebergstunneln var stadens första vägtunnel, den blev klar 1886 och är 231 meter lång.
Istället för att bygga högbroar är det numera en självklarhet att anlägga vägtunnlar genom stadens tätbebyggda delar och även genom värdefulla naturområden. Så har det inte alltid varit, en del av Stockholms gator drogs genom djupa schakt och breda diken. 
Stockholms nyaste tunnlar får internationell uppmärksamhet och erkännande. Södra länken som invigdes 2004 är en av Europas längsta och säkraste stadsmotorvägstunnlar och tunneln för Förbifart Stockholm kan bli en av världens längsta. 

## Byggteknisk historik

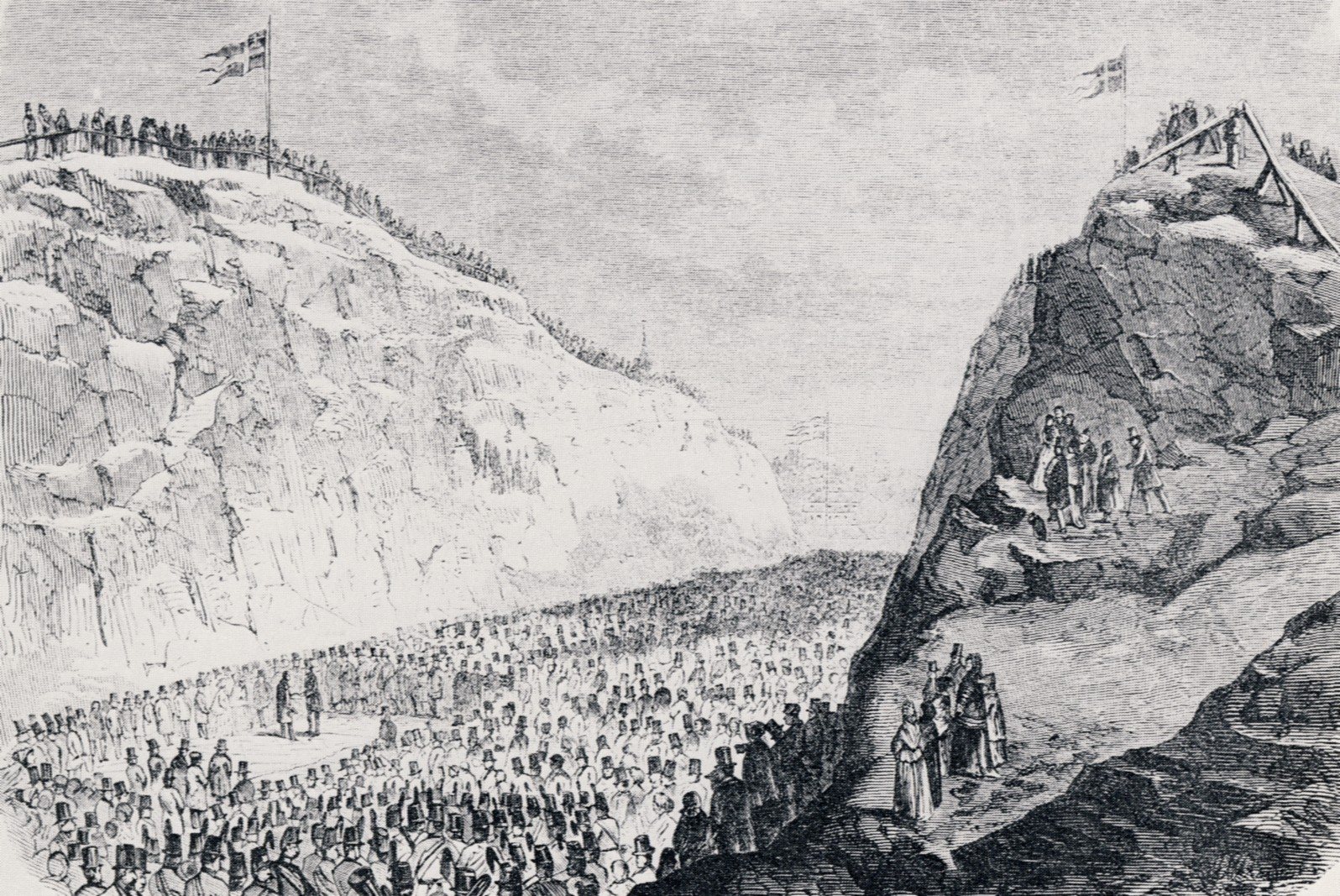
Invigning av "Karl XV:s Port", Östermalm 1887.

Genom malmbrytningen hade Sveriges ingenjörer god kunskap om hur tunnlar i berg skulle byggas. Sprängning med krut användes redan 1635 i silvergruvan i Nasafjäll i Lappland, förmodligen på grund av svårigheten att få fram tillräckligt med ved. Annars var den övervägande metoden att spräcka berg på 1600- och 1700-talen den så kallade tillmakningen, den var tidsödande och det behövdes mycket ved. I slutet av 1700-talet blev krutskjutning allt vanligare. På 1800-talets mitt började man använda nitroglycerin som man hällde direkt i bergets borrade hål och tände med stubin och knallhatt, det var en livsfarlig hantering. En av de första sprängningar med nitroglycerin i Sverige var genomsprängningen av Tyskbagarbergen som genomfördes 1887 för nuvarande Nybrogatan på Östermalm (Karl XV:s port).
Att kunna anlägga tunnlar genom berg på ett säkert sätt och i större omfattning blev först möjlig genom den nya sprängtekniken med dynamit som började användas i och med Alfred Nobels uppfinning från 1866. Dynamiten infördes på 1870-talet och undanträngde snart nitroglycerinet. Mot slutet av 1800-talet ersattes handborrning genom  pneumatisk hammarborrning som mekaniserade och förenklade tunneldrivningen ytterligare.
Att bygga tunnlar i Stockholm innebar och innebär oftast att man måste penetrera berg. I Stockholm tillkommer dessutom en komplikation genom Brunkebergsåsens lösa sand- och stenmassor, som medförde att anläggningsarbetena i "öppet schakt" valdes framför tunneldrivning. Tunnelbanans och Klaratunnelns dragningar genom Klarakvarteren i öppet schakt är exempel härför.
Fullortsborrning (som vid Hallandsåstunneln) har i Stockholm aldrig används för järnvägs- eller vägtunnlar. Däremot har denna tunneldrivningsmetod kommit till användning vid byggandet av Saltsjötunneln 1986-1988. Saltsjötunneln är en 12 km lång avloppstunnel från Bromma reningsverk till Saltsjön utanför Kastellholmen. Den har en diameter på 3,5 meter och ligger 50 meter under staden.

## Befintliga vägtunnlar (urval)

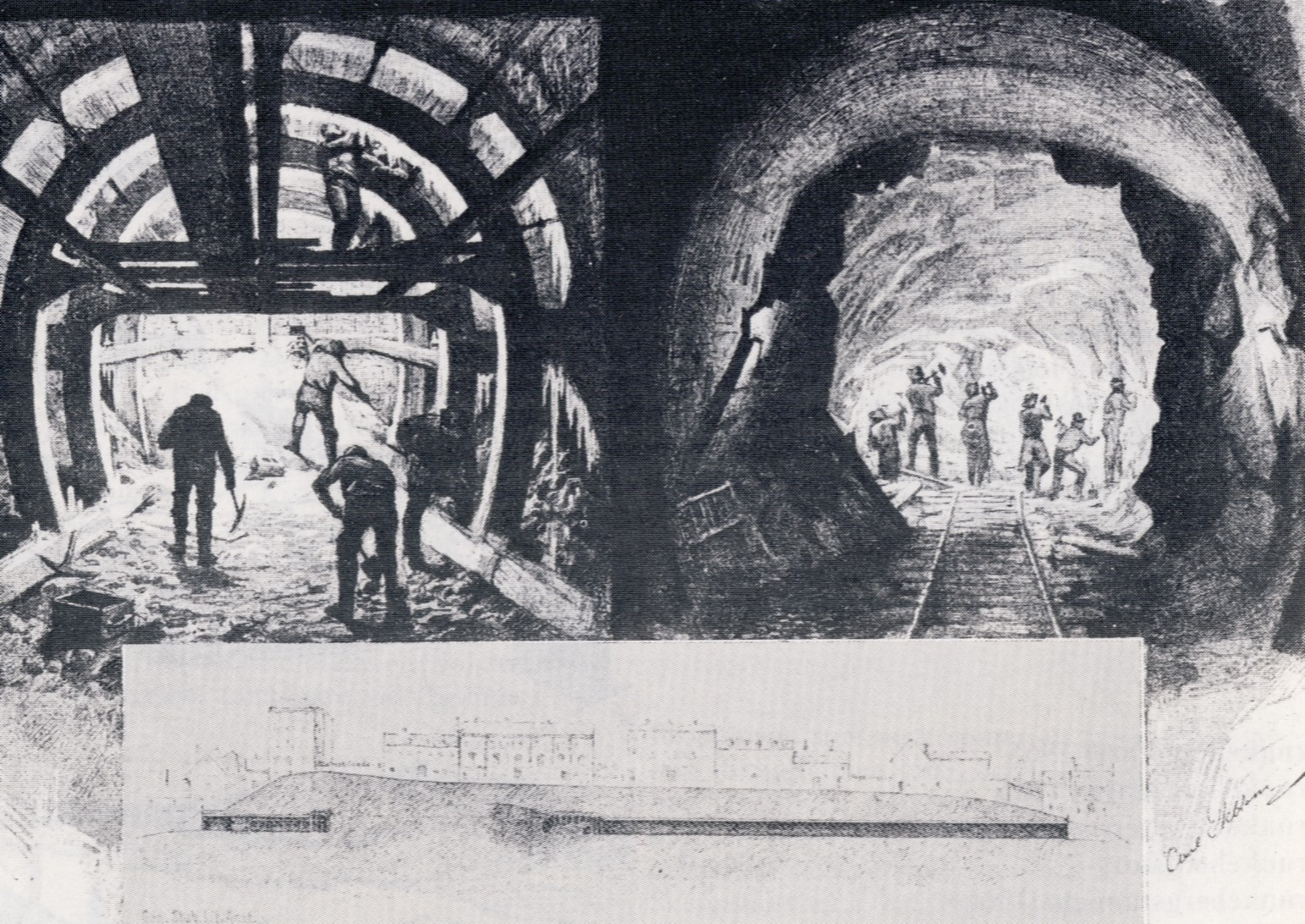
Brunkebergstunneln byggs, bild från 1886.

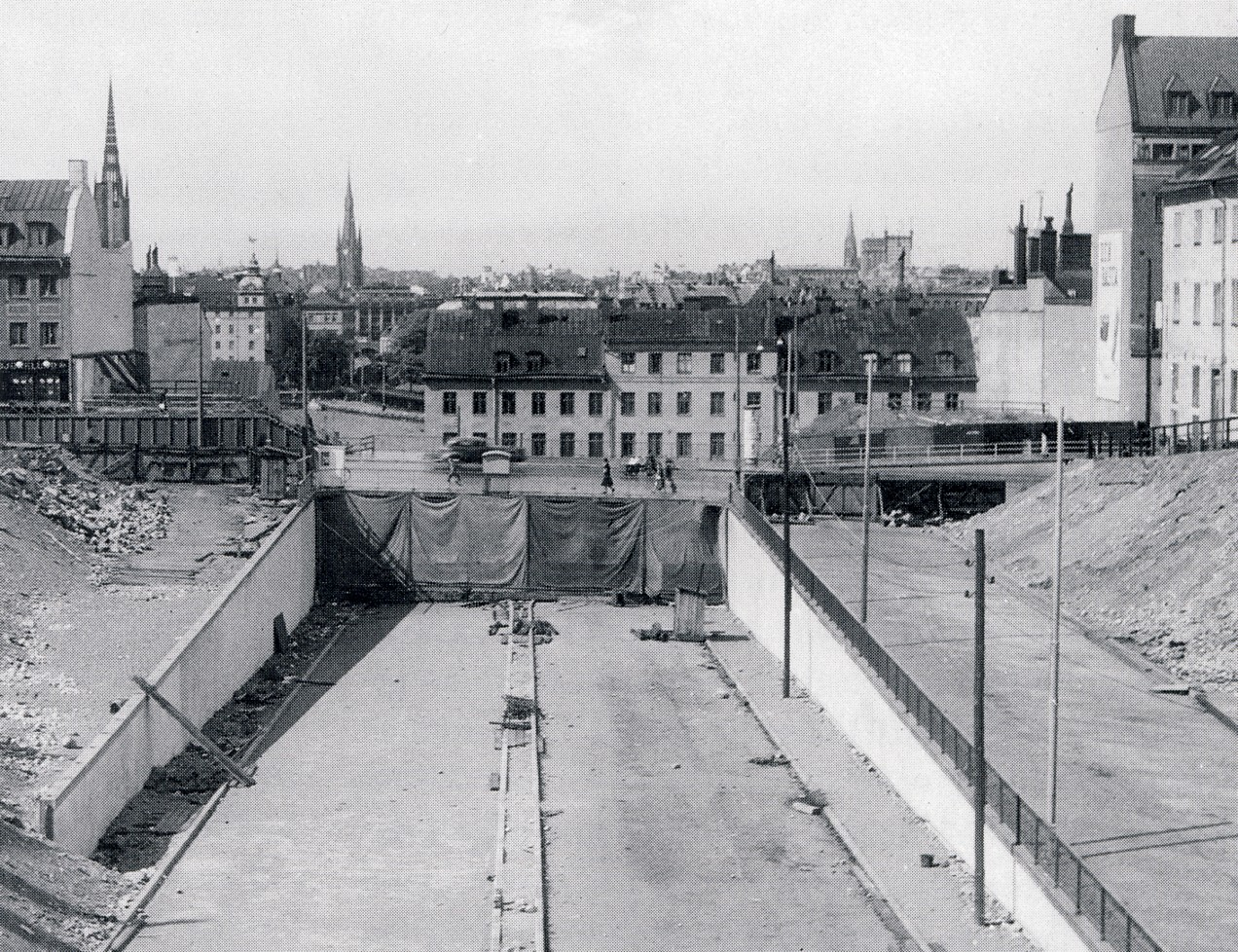
Söderledstunneln 1940 innan den blev tunnel.

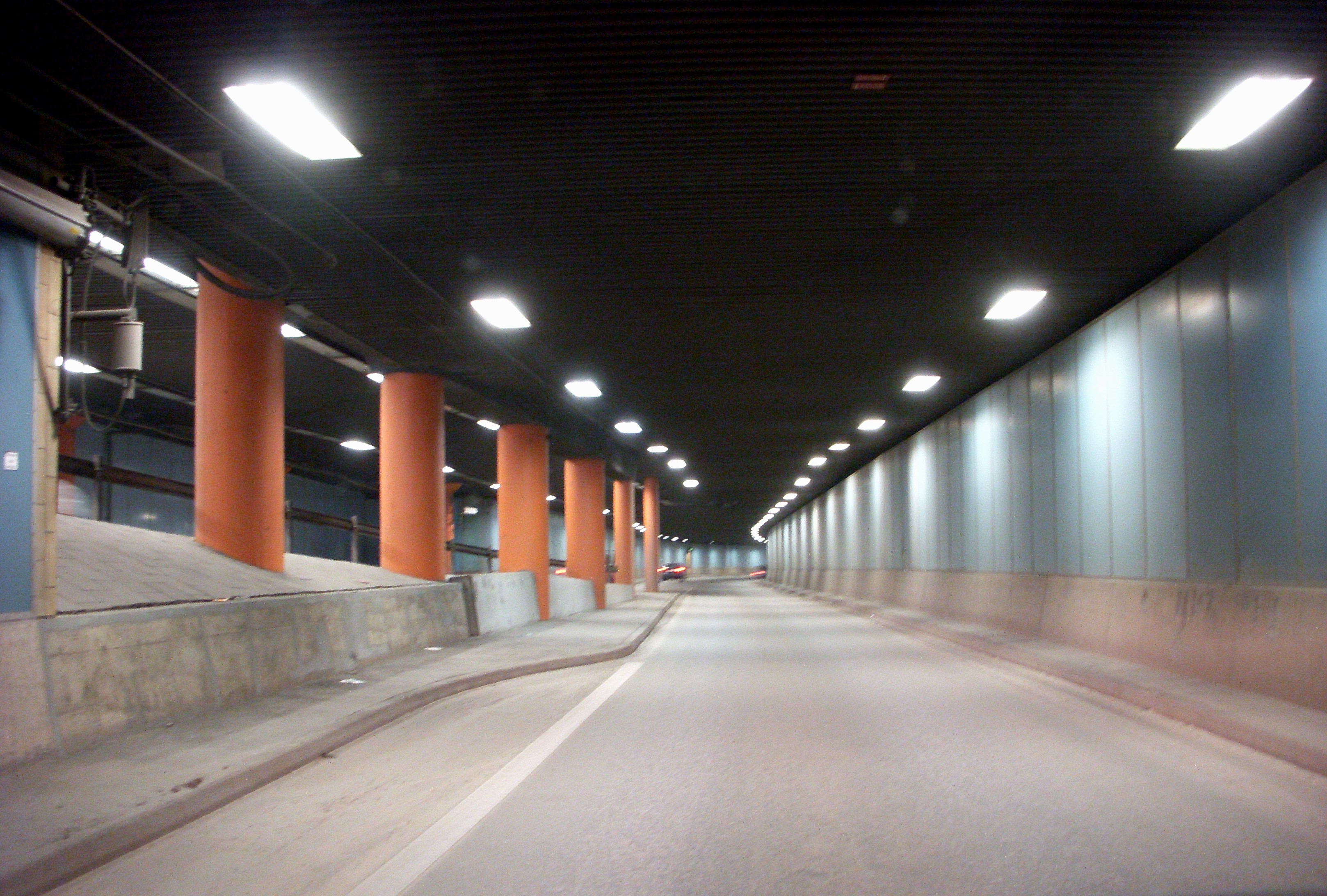
Klaratunneln under Kulturhuset, 2009.

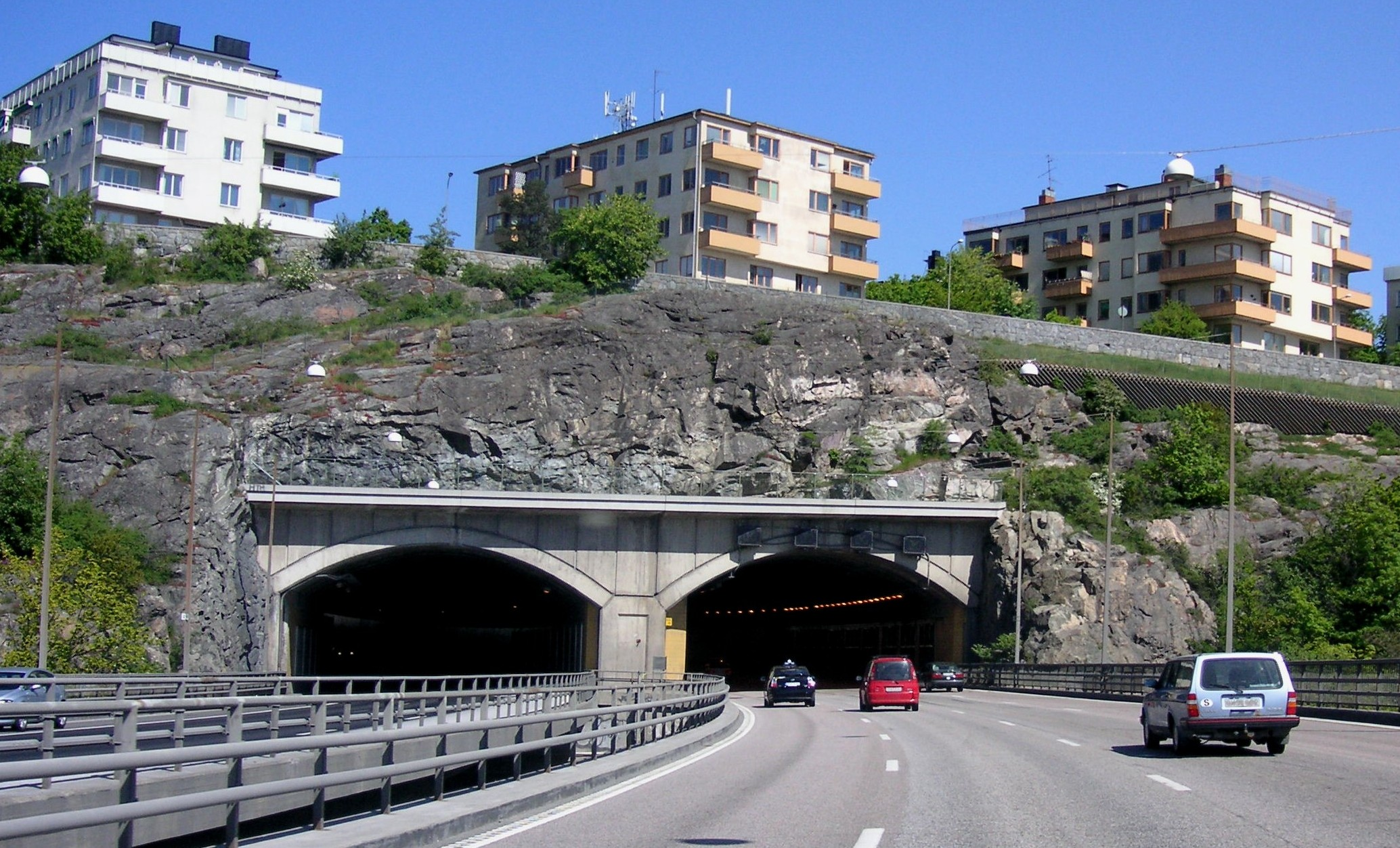
Fredhällstunneln, norrgående riktning, 2008.

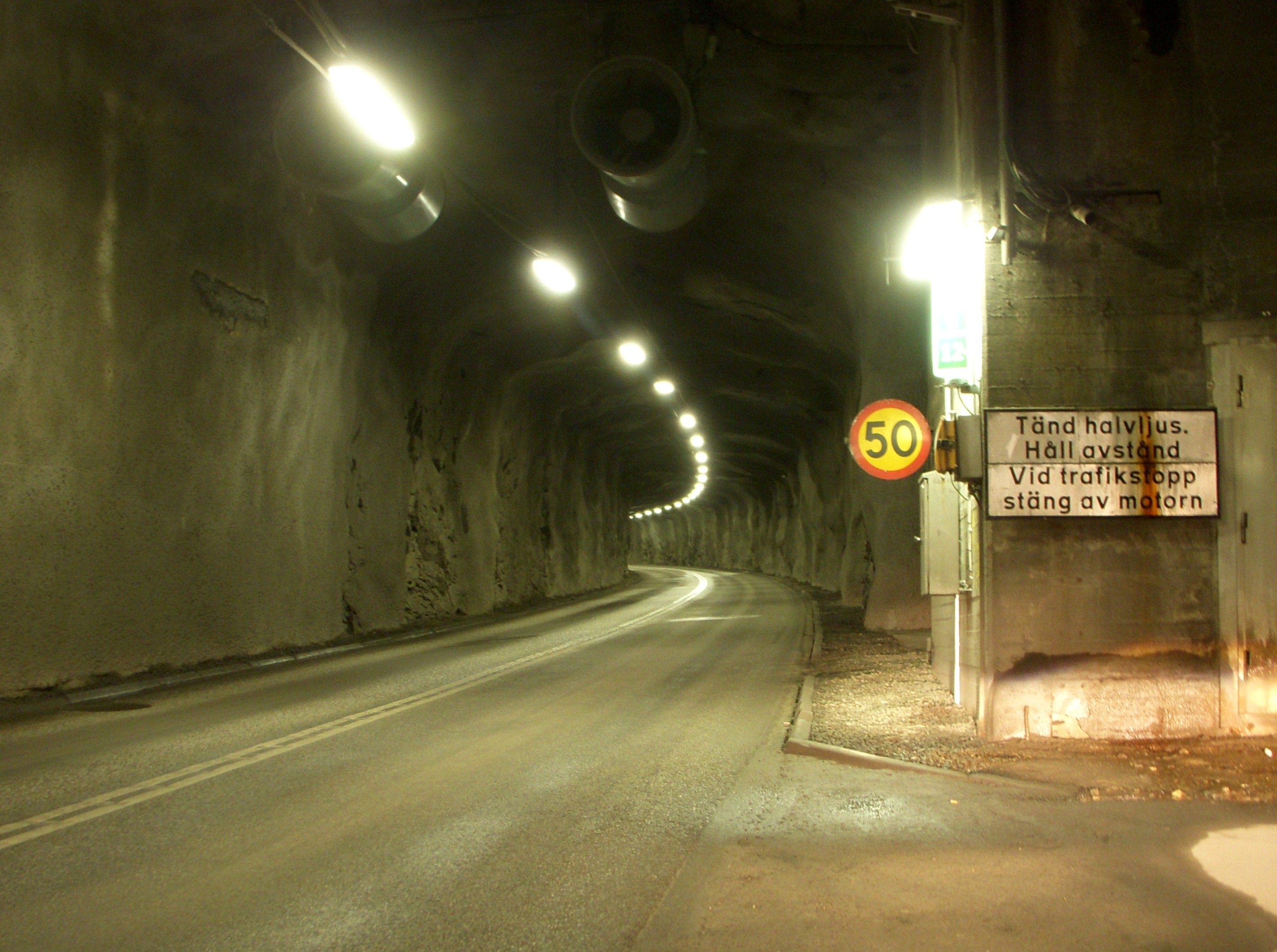
Muskötunneln, norrgående riktning, 2012.

Kring sekelskiftet 1900 valde man fortfarande att anlägga nya gatusträckningar genom att spränga eller schakta ett djupt dike genom bebyggelsen, så delade Renstiernas gata och Folkungagatan nordöstra Södermalm och gör det fortfarande idag. Kungsgatan var när den invigdes 1911 också omgiven av höga vallar, som senare bebyggdes. Söderledstunneln var innan den blev tunnel ett djupt schakt genom Södermalms norra delar.

### Brunkebergstunneln
En av de första vägtunnlar som byggdes i Stockholm skulle underlätta trafiken mellan Norrmalm och Östermalm. Det var gångtunneln Brunkebergstunneln genom Brunkebergsåsen. Den byggdes åren 1884 till 1886 och blev 231 meter lång. Ingenjör Knut Lindmarks tunnelkonstruktion blev ett besvärligt bygge; på östsidan kunde man spränga sig fram, på västsidan ställde Brunkebergsåsens lösa sand och sten till med problem. Man frös då med hjälp av en från England inhyrd frysmaskin marken till minus 18 grader och kunde så schakta tunneln utan rasrisk.

### Söderledstunneln
Stockholms tidsmässigt längsta tunnelprojekt var Söderledstunneln. Den började byggas 1937 och blev klar 1984. På liknande sätt som Kungsgatan på Norrmalm under 1910-talet drogs fram i ett djupt schakt genom Brunkebergsåsen, schaktades 1937 ”Södra Kungsgatan”   fram i ett 10 meter djupt och 33 meter brett och cirka 650 meter långt dike genom Södermalms gamla kvarter och bebyggelse. Meningen var ursprungligen att även ”Södra Kungsgatans”  (senare kallad Södergatan) sidor skulle bebyggas, men andra världskriget fördröjde projektet. Först 1945 öppnades Södergatan för trafik. 1964-1966 byggdes ett ca 150 meter långt tunnelavsnitt under Åsö gymnasium, det trafikerades dock aldrig, eftersom anslutningsvägar saknades. I början av 1980-talet däckades diket över och 1984 invigdes den cirka 1550 meter långa Söderledstunneln, såret var läkt och bostäder uppfördes uppe på tunneln.

### Klaratunneln
Klaratunneln ligger i centrala Stockholm som består av två grenar; en kortare gren som sträcker sig mellan Tegelbacken och Sveavägen (500 meter lång) och en längre gren från Tegelbacken till Mäster Samuelsgatan (850 meter lång). I oktober 1976 invigdes delavsnitt Tegelbacken - Sveavägen och juni 1979 den östra grenen till Mäster Samuelsgatan. Tunneln var bland de sista trafikprojekt som genomfördes i Stockholm i spåren av Norrmalmsregleringen. Tunnelbygget utfördes i öppet schakt, med avrivning av stora delar av Klarakvarteren till följd, vilket kritiserades hård. Tillkomsten av Klaratunneln hängde ihop med Sveavägens förlängning söderut. Frågan var om Sveavägen skulle dras rakt söderut ända fram till Gustaf Adolfs torg eller om Sveavägen skulle kopplas till en framtida Centralbron vid Tegelbacken. Det var en fråga som engagerade politiker, arkitekter och trafikexperter allt sedan 1920-talet. Tunneln blev kortare än ursprungligen planerad och slutade, något abrupt, vinkelrätt mot Mäster Samuelsgatan vid Salénhuset.

### Södra länken
Södra länken är en motorvägsförbindelse mellan Essingeleden  och Värmdöleden, som invigdes den 24 oktober 2004. Redan i 1967 års cityplan för Stockholm, City 67, antogs en plan till "Citys bilförsörjning" med en motorvägsring runt staden (Ringled Stockholm) som bestod av Essingeleden, Norra länken, Österleden och Södra länken.  Då skulle Södra länken huvudsakligen dras ovan jord. 1988 bestämdes att lägga Södra länken skulle förläggas i tunnel. Först genom en politisk överenskommelse 1992 och 1997 i ramen för den så kallade Dennisöverenskommelsen började bygget i januari 1998. 
Södra länken är 6 km lång varav 4,6 km går i tunnel. Inklusive på- och avfartstunnlar har tunneln en totallängd av cirka 17 kilometer. Södra länken-tunneln var när den invigdes Sveriges längsta vägtunnel och Europas längsta stadsmotorvägstunnel. Den östgående tunneln heter Hammarbytunneln (längd 3835 meter), den västgående heter Årstatunneln (längd 3823 meter) och anslutningstunneln till Värmdöleden heter västgående Nackatunneln (längd 610 meter) och östgående Sicklatunneln. Även andra tunnelavsnitt i Södra länken-systemet har egna namn; påfarten till Gullmarsplan heter Björktunneln (längd 700 meter) och avfarten heter Talltunneln (längd 560 meter).

### Muskötunneln
Muskötunneln byggdes av Fortifikationsförvaltningen för Försvarsmakten. Det är en 2 895 meter lång vägtunnel i Stockholms län, som tillsammans med Muskövägen förbinder Muskö med fastlandet. Den sträcker sig från norra Yxlö, under Skramsöarna, till Muskö, delvis under Östersjön och ingår i Nynäshamns och Haninge kommuner. Redan på 1950-talet planerades för en fast landförbindelse för den blivande Musköbasen. Enligt dessa planer skulle det behövas minst fem broar var av den största (mellan Skramsö och Muskö) skulle kräva en segelfri höjd av minst 40 meter. 1954 undersöktes möjligheten att ersätta en del planerade broar med en tunnel och 1959 beslöts att bygga en landförbindelse bestående av väg, två broar och en tunnel i berg. När sprängningsarbetena för Muskötunneln var färdiga i slutet av 1963, var tunneln sannolikt världens första biltunnel under havsytan i oinklätt berg. Den 15 mars 1964 öppnades tunneln för allmän trafik. I dag (2012) passerar ca 1300 fordon dagligen tunneln (vardagsmedeldygnstrafik).

### Andra tunnlar

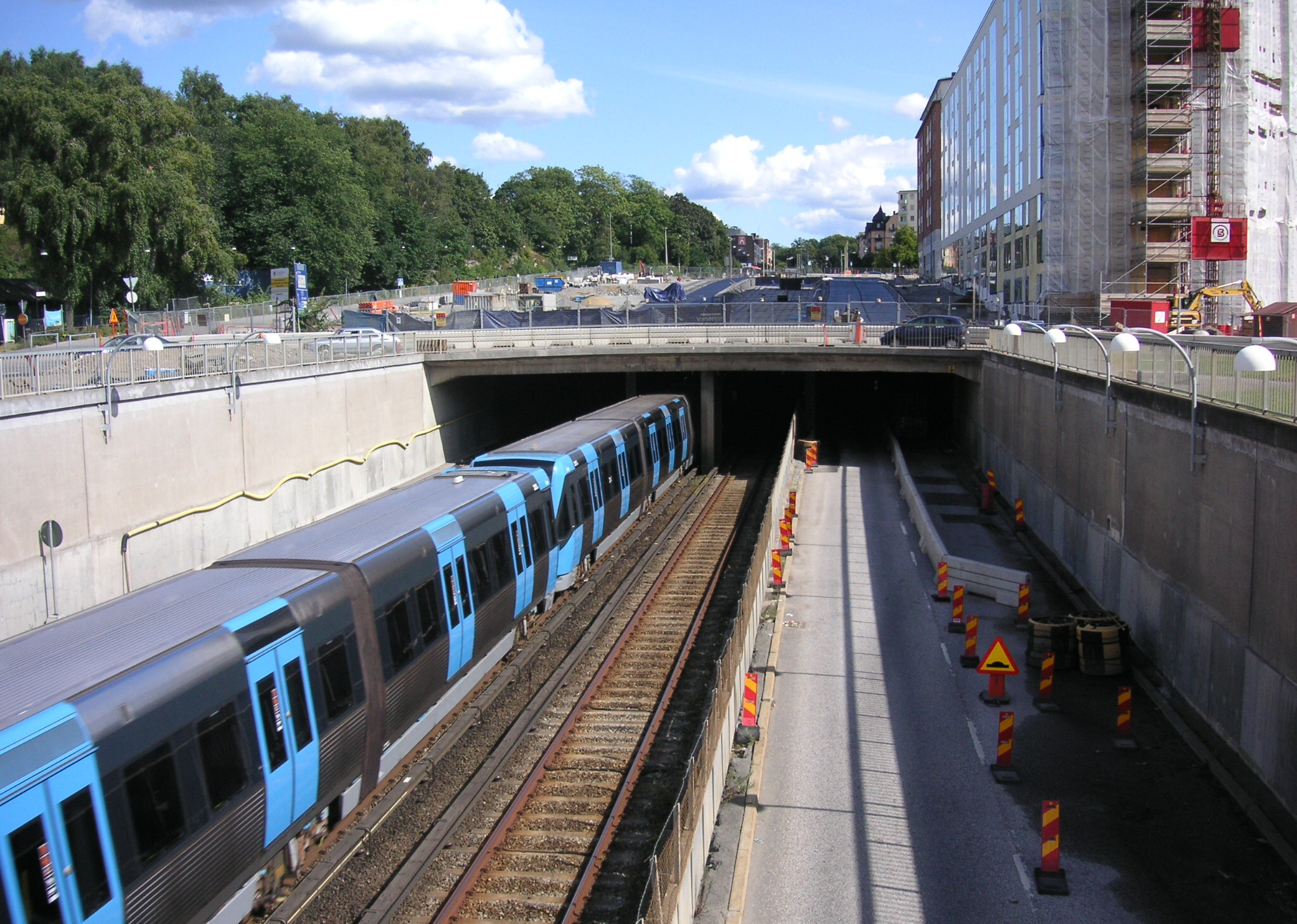
Tunneln Hundra knutars backe, 2009.

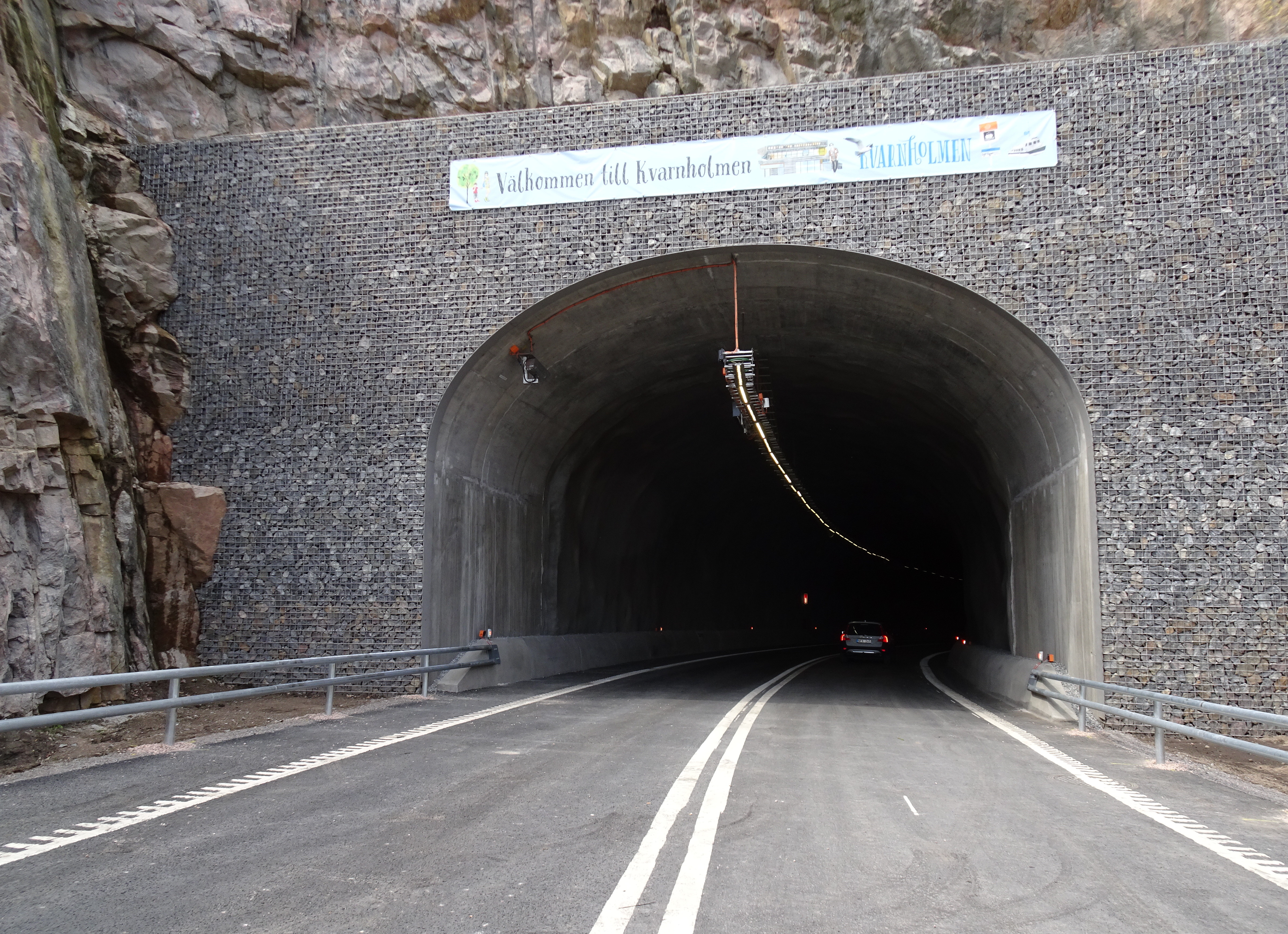
Ryssbergstunneln, 2016.

- Fredhällstunneln anlades i samband med Essingeledens tillkomst på 1960-talet. Den leder trafiken genom berget under Fredhäll på Kungsholmen och är den enda tunneln längs Essingeleden. Fredhällstunneln är 210 meter lång och invigdes den 3 september 1967.

- Eugeniatunneln är en motorvägstunnel i Solna kommun strax norr om Norrtull i Stockholm. Tunneln öppnades för trafik 1991 och utgör en förbindelse mellan Essingeleden/Norra länken och Uppsalavägen. Tunneln passerar det sydöstra hörnet av Karolinska Universitetssjukhusets område och fick sitt namn efter det närbelägna Eugeniahemmet.

- Blekholmstunneln är en cirka 350 meter lång tunnel som förbinder Centralbron med Klarastrandsleden. Tunneln går över det gamla Klarahallsområdet och byggdes i början av 1990-talet.

- Karlbergstunneln är anslutningen av Klarastrandsleden till Norra länken. Klarastrandsledens breddning har diskuterats på 1970- och 1980-talen. I samband med det förbereddes Karlbergstunneln med dubbla tunnelrör, men bara den västra tunneln kom till användning, medan den östra nyttjas för närvarande (2009) som förråd och uppläggningsplats för gatukontoret.

- Ryssbergstunneln ligger i Nacka kommun. Tunneln är 300 meter lång och utgör tillsammans med Svindersviksbron den så kallade Kvarnholmsförbindelsen. Öppnades för trafiken den 21 juni 2016.

- Norra länken är en del av Ringled Stockholm och ett av Sveriges största pågående (byggstart 2006) vägprojekt, som beräknas vara klar i slutet av år 2015. Norra länken sträcker sig under Ekoparken mellan Karlberg och Värtahamnen och har en anslutning till Roslagsvägen vid Stockholms universitet. Eftersom länken huvudsakligen går i tunnlar påverkas stadsbilden inte nämnvärt och Nationalstadsparkens natur skonas. Den längsta tunnelsträckan blir cirka 3 kilometer lång.

- Drottningholmsvägens ostligaste del, mellan Fridhemsplan och Lindhagensplan, var, sedan vägen byggdes, förlagd i ett "dike" tillsammans med tunnelbanan. Vägsträckan kallades i folkmun "Hundra knutars backe", eftersom backen ner till "diket" lockade en del bilister att köra för fort. Åren 2007-2010 täcktes detta avsnitt över och förvandlades till en 251 meter lång tunnel med det officiella namnet "Hundra knutars backe". I samband med kvarteret Snöflingans uppförande byggdes sedan en esplanad uppe på tunneln samt bostäder och hotellet Courtyard Stockholm vid sidan om.

## Framtida tunnelprojekt
Förbifart Stockholm, motorvägen väster om Essingeleden, kan bli en av världens längsta vägtunnlar. Om den blir av så är den en 16 kilometer lång oavbruten tunnel, från Kungens kurva via Lovön och Grimsta till Hjulsta. För att skydda de känsliga naturområden, bland annat Grimsta naturreservat,  kommer 17 av totalt 21 kilometer att läggas under jord.  Kostnaden beräknas till 25 miljarder kronor och byggtiden beräknas till minst åtta år. Byggstart är för närvarande (2009) oklart.
Österleden, eller "Östlig förbindelse" som projektet numera kallas, har diskuterats och planerats sedan 1800-talets slut. Under 1930-talet återkom planerna i samband med att Västerbron byggdes, som skulle kompletteras med en Österbro över Saltsjön. Östlig förbindelse är sista pusselbiten i Stockholms ringled. Att dra den rätt genom Ekoparken är inte längre realistisk, därför diskuteras sedan 1990-talet en tunnelförbindelse. År 2006 framlade dåvarande Vägverket en förstudie för en östlig förbindelse med tre huvudalternativ som alla tre innebär omfattande nya vägtunnlar.
- Alternativ 1: Ny tunnelförbindelse under innerstaden väster om Södra Djurgården
- Alternativ 2: Ny tunnelförbindelse ungefär i tidigare studerade Österledens sträckning under Saltsjön och Djurgården
- Alternativ 3: Ny tunnelförbindelse via Nacka-Lidingö

Tidigare finansborgarrådet Kristina Axén Olin gissade i januari 2008 att Österleden skulle kunna bli klar tidigast omkring 2030, om ett utbyggnadsbeslut fattades omgående.

## Nerlagda tunnelprojekt

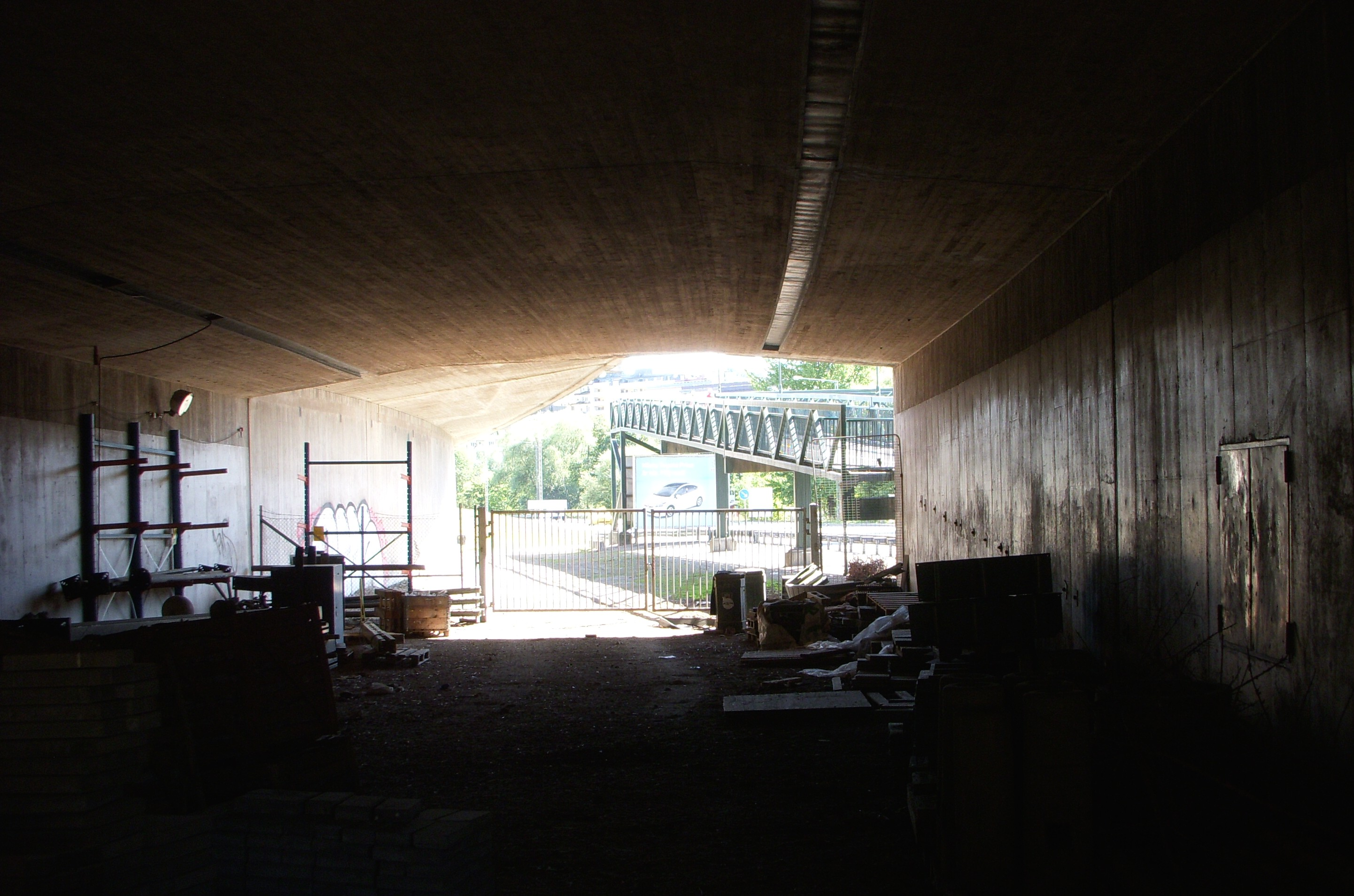
Karlbergstunnelns nerlagda tunnelavsnitt.

I samband med trafikplaneringen på 1950- och 1960-talen föreslogs ett stort antal nya trafikleder genom Stockholm. En av dem var Blasieholmsleden som skulle sammankoppla Skeppsbron med Strandvägen. Det fanns flera förslag, ett av dem förordade en tunnel för hela sträckan, den skulle ha blivit cirka 600 meter lång med på- och avfarter i nuvarande Museiparken, Stockholm, norr om Nationalmuseum. Ett annat förslag till Blasieholmsleden bestod av en kombination med bro över Nybroviken och tunnel under Strömmen. I båda alternativen skulle Strömbron rivas. Ärendet behandlades i generalplaneberedningen, som tillstyrkte broförslaget. I Cityplan 1977 slopades Blasieholmsleden.
Rådmansleden var en planerad trafikled inom ramen för 1960 års trafikplan, den skulle gå mellan Fridhemsplan och Lidingövägen. Från Fridhemsplan på Kungsholmen skulle den föras i en tunnel under Kronobergsparken, sedan via en ny trafikplats över Barnhusviken  och försvinna i en lång tunnel under Rådmansgatan i höjd med Torsgatan. Landmärket på Torsgatan, den långsträckta byggnaden för Stockholm Vatten, ritad av Ferdinand Boberg hade man varit tvungen att riva. Även denna led försvann med Cityplan 1977.